# Djibo Hamani
Djibo Mallam Hamani (* 1943 in Tahoua) ist ein nigrischer Historiker.

## Leben
Djibo Hamani stammt aus der Landschaft Ader in Zentral-Niger. Er studierte in Frankreich Geschichte: bis 1971 an der Universität Grenoble und bis 1975 an der Universität Aix-Marseille I. Er war nach André Salifou der zweite Nigrer mit einer abgeschlossenen Dissertation in Geschichte.
Hamani war ab 1979 als Direktor des Forschungsinstituts für Humanwissenschaften (IRSH) an der Universität Niamey tätig. Er habilitierte sich 1985 in Geschichte an der Universität Paris 1 Panthéon-Sorbonne. In den 1980er Jahren leitete er als Direktor das Departement für Geschichte am IRSH. Er spezialisierte sich auf die vorkoloniale Geschichte des von Hausa und Tuareg besiedelten zentralen Sudan. Hamani strebte die Präsidentschaft des Hohen Rats der Republik an, des Übergangsparlaments von 1991 in der Phase des Übergangs Nigers zu einer Mehrparteiendemokratie, verzichtete aber letztlich zugunsten von André Salifou. Er wandte sich in den 1990er Jahren der Erforschung der Geschichte des Islams im nigrischen Raum zu und setzte sich für eine verstärkte Islamisierung des nigrischen Bildungssystems ein. Als Staatspräsident Mamadou Tandja 2009 eine in der Verfassung nicht vorgesehene dritte Amtszeit verlangte, gehörte Djibo Hamani zu den wenigen Universitätsprofessoren, die sich öffentlich dagegen aussprachen. Nach dem Sturz Tandjas wirkte er von 2010 bis 2011 als ernannter Abgeordneter im Übergangsparlament, dem Nationalen Konsultativrat. Staatspräsident Mahamadou Issoufou ernannte ihn 2011 zum Sonderberater bei der Präsidentschaftskanzlei im Ministerrang.

## Schriften
- L’Adar Précolonial (République du Niger). Contribution à l’étude de l’histoire des États Hausa. L’Harmattan, Paris 2006, ISBN 2-296-00214-5 (Erstausgabe: Institut de Recherches en Sciences Humaines, Niamey  1975).
- L’Adar, les twareg et Sokoto. Les relations de Sokoto avec les hausa et les twareg de l’Adar au cours du 19è siècle. Brochure. Institut de Recherches en Sciences Humaines, Niamey 1975.
- Pasteurs nomades et agriculteurs sédentaires dans l’histoire du Soudan central. Brochure. University of Khartoum, Khartum 1977.
- Contribution de l’islamisation des populations nigeriennes avant la colonisation. Université de Niamey, Niamey 1981.
- Au carrefour du Soudan et de la Berbérie. Le sultanat touareg de l’Ayar. L’Harmattan, Paris 2006, ISBN 978-2-296-00215-9 (Erstausgabe: Institut de Recherches en Sciences Humaines, Niamey  1989).
- Stratégies politiques et règles de succession de l’Ayar précolonial. In: Journal des Africanistes. Tome 62, Nr. 2, 1992, S. 105–114 (persee.fr).
- Etat et institutions politiques dans l’espace nigérien. In: Histoire de l’espace nigérien. Etat des connaissances. Association des Historiens Nigériens / Imprimérie Daouda, Niamey 2006, ISBN 978-2-913733-39-8, S. 167–191.
- Les migrations touaregs. In: Histoire de l’espace nigérien. Etat des connaissances. Association des Historiens Nigériens / Imprimérie Daouda, Niamey 2006, ISBN 978-2-913733-39-8, S. 97–116.
- L’Islam au Soudan Central. Histoire de l’islam au Niger du VIIe au XIXe siècle. L’Harmattan, Paris 2007, ISBN 978-2-296-02971-2.
- Histoire d’une région du Niger. L’Adar du 16e au 19e siècle. In: Mu Kara Sani. Nr. 1, 2017, S. 10–13.
- Ecrits sur l’islam. Gashingo, Niamey 2020, ISBN 978-2-37235-084-6.
- École nigérienne. Au chevet d’un malade agonisant. In: Seeda. Nr. 67, Oktober 2021, S. 3–4. (Mit Boureïma Alpha Gado.)

## Ehrungen

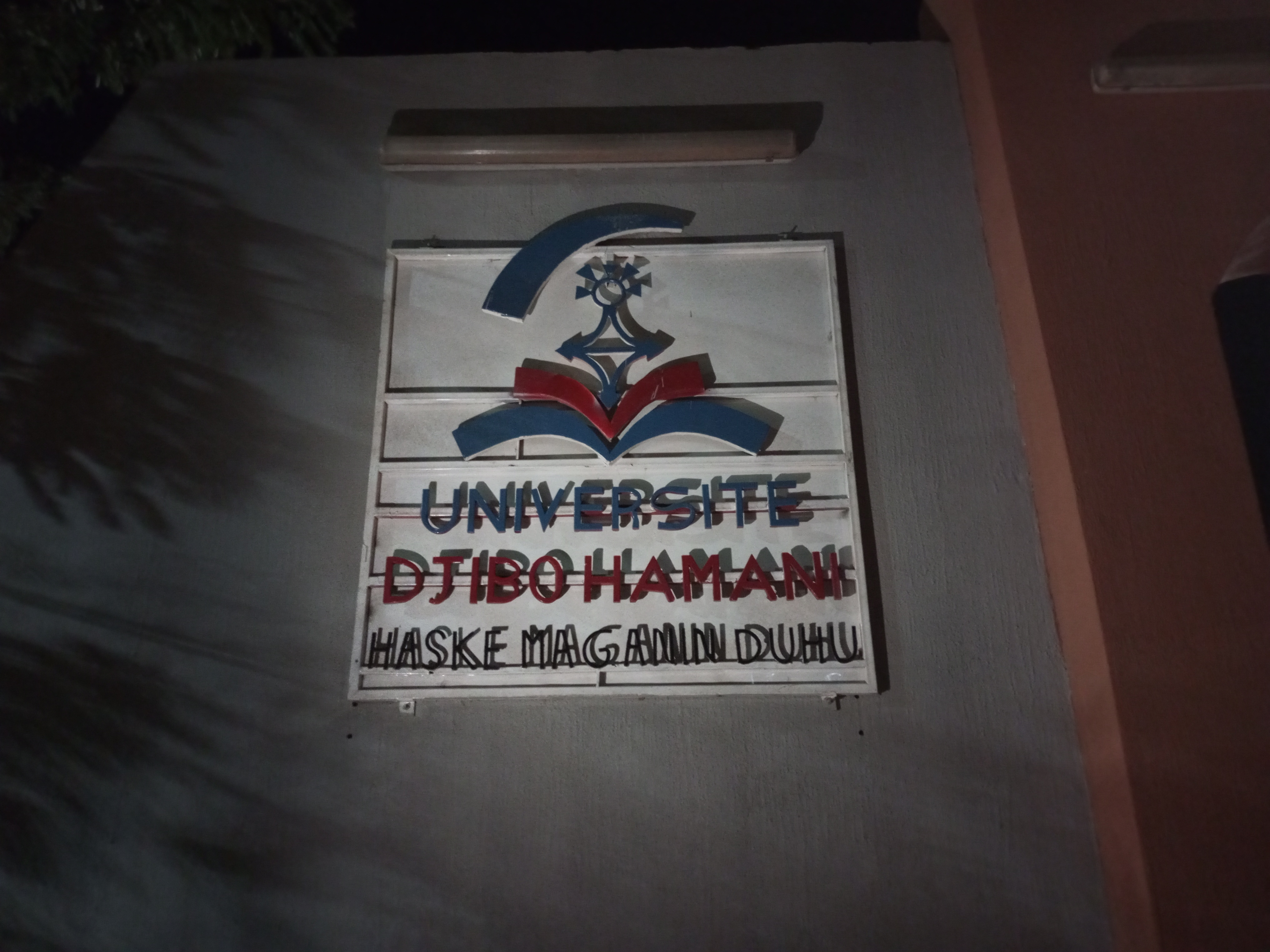
Schild der Djibo-Hamani-Universität Tahoua (2023)

- Namensgeber für die Djibo-Hamani-Universität Tahoua (2022)[7]